# 9377 Metz
A 9377 Metz (ideiglenes jelöléssel 1993 PJ7) a Naprendszer kisbolygóövében található aszteroida. Eric Walter Elst fedezte fel 1993. augusztus 15-én.